# Expo-sciences internationale
Pour les articles homonymes, voir ESI.
L'Expo-sciences internationale (ESI) est un grand événement scientifique organisé par le Mouvement international pour le loisir scientifique et technique (MILSET). 
L'ESI87 est la première Expo-sciences internationale qui a eu lieu à l'université Laval, Québec, en 1987 du 10 au 17 juillet.